# 에런 슈워츠
에런 슈워츠(Aaron Schwartz, 1981년 1월 4일 ~ )는 미국의 배우이다.
뉴욕에서 태어났다.

## 출연 작품

### 영화
- 마이티 덕 (1992) - 데이브 카프 역
- 디즈니 캠프 (1995)
- 가디언즈 오브 갤럭시 VOL. 2 (2017) - 어린 이고 역
- 햄 온 라이 (2019, Ham on Rye)

### 텔레비전
- 가이딩 라이트 (2009)
- 가십걸 (2009-12)